# Kajaber II Gurieli
Kajaber II Gurieli (en georgiano: კახაბერ II გურიელი; fallecido en 1483) fue príncipe de Guria, parte de la casa de Gurieli, en entre 1469 y 1483  en la actual región de Guria, en Georgia.
Kajaber II Gurieli era hijo y sucesor de Mamia II Gurieli y, al igual que su predecesor, estuvo involucrado en las etapas finales de una guerra civil que provocó la disolución del reino de Georgia. Este conflicto, que culminó en la década de 1460, enfrentó al rey Jorge VIII de Georgia contra los gobernantes locales como Bagrat II de Imericia y Qvarqvare II Jaqeli, príncipe de Mesjetia. Kajaber brindó su apoyo a ambos. Como recompensa, KvarKvare cedió sus derechos en las provincias de Ayaria y Chaneti a Gurieli, quien conquistó estas tierras por la fuerza de las armas, diezmando o expulsando a los nobles que permanecían leales al rey de Georgia.
Las relaciones de Kajaber con Bagrat II de Imericia (recién coronado en el oeste de Georgia) se deterioraron por los esfuerzos de Gurieli por fomentar su autonomía y su apoyo a la rebelión de su primo Vamek II Dadiani, príncipe de Mingrelia. Después de la muerte de Bagrat en 1478, Kajaber y Vamek se negaron a reconocer al sucesor del difunto rey Alejandro II de Imericia y ayudaron al monarca rival, Constantino II de Georgia, a apoderarse de Imericia en 1479. Kajaber murió en 1483 y fue sucedido por Jorge II Gurieli. Él era su único hijo conocido del matrimonio con Ana, a quien se conoce por una inscripción de icono del monasterio de Shemokmedi.